# Ping (social network)
Ping è stato un social network, creato il 1º settembre 2010 dalla Apple Inc..

## Storia
Alla presentazione di Ping, il CEO di Apple Steve Jobs ha definito il nuovo servizio come un social network musicale, che permette di scoprire la musica che ascoltano gli amici e di seguire i propri artisti preferiti, aggiornandosi sulle date dei loro tour.
In sole 48 ore, Ping ha raggiunto 1 milione di iscritti, un terzo degli utenti che hanno installato iTunes 10, versione di iTunes necessaria per utilizzare Ping.
A partire dal 30 settembre 2012, il servizio è stato chiuso.